# Dennis Waterman
Dennis Waterman (Clapham, Londres; 24 de febrero de 1948-Murcia, 8 de mayo de 2022) fue un actor y cantante británico conocido por sus papeles en The Sweeney, Minder y New Tricks.
Su carrera abarcó casi sesenta años, comenzando con papeles infantiles en teatro y papeles adultos en televisión, cine y el teatro de West End. Fue conocido por la gran diversidad de géneros de sus obras incluyendo terror (Las cicatrices de Drácula), aventura (Colditz), comedia (Fair Exchange), comedia-drama (Minder), musical (Windy City) y deporte (The World Cup: A Captain's Tale), como también series policíacas como The Sweeney. Apareció en un total de veintiocho películas.

## Primeros años
Nació como el más joven de los nuevos hijos de Rose Juliana (nacida Saunders) y Harry Frank Waterman en Clapham, Londres. Su familia, en la que se incluían sus hermanos Ken, Peter, Stella, Norma y Myrna, vivía en 2 Elms Road, Clapham Common South Side. Harry Waterman trabajaba de revisor para British Railways. Dos hermanas mayores, Joy y Vera, ya habían abandonado la casa familiar cuando Dennis nació, y otro hermano, Allen, murió en la infancia.
El boxeo fue una gran parte de su infancia. Su padre había sido boxeador amateur y hacía que sus hijos varones practicaran el deporte. Su hermano mayor Ken le llevó a boxear por primera vez cuando tenía tres años, y cuando tenía diez, se unió al Caius Boxing Club. Otro hermano mayor, Peter, fue campeón de boxeo.

### Educación
Fue educado en el Granard Primary School, localizado en Putney, suroeste de Londres, seguido del Corona Stage School, en Hammersmith, Londres Occidental.

## Carrera

### Década de 1960
Su carrera interpretativa comenzó en la infancia. Su primer papel fue en Night Train for Inverness (1960).  Apareció en dos pequeños papeles de la temporada 1960 de la Royal Shakespeare Company. En 1961, a la edad de 13 años, hizo el papel de Winthrop Paroo en la producción del Adelphi Theatre de The Music Man. Un año después, hizo el papel protagonista de William Brown en la serie William basada en los libros Travesuras de Guillermo de Richmal Crompton. 
Waterman hizo el papel de Oliver Twist en el musical Oliver! en el Mermaid Theatre, Londres, a principios de los 1960s. Waterman formó parte del reparto de la serie de 1962 Fair Exchange, haciendo el papel del adolescente Neville Finch. También figuró en el reparto original de Saved, una obra de teatro de Edward Bond interpretada por primera vez en el Royal Court Theatre en noviembre de 1965. Tuvo un papel importante en la película de 1968, Up the Junction.

### Década de 1970
A principios de 1970 apareció en la serie Colditz como un joven oficial de la Gestapo. Interpretó al hermano de una víctima del Conde Drácula (Christopher Lee) en la película Las cicatrices de Drácula (1970), y del novio de Susan George en Fright (1971). Apareció junto a Richard Harris y John Huston en la película del oeste Man in the Wilderness (1971). Fue miembro de la compañía de actores que figuraron en The Sextet (1972), una sedie que incluía el drama Follow the Yellow Brick Road.
En 1974 apareció en el cuarto episodio de la segunda temporada del programa de comedia, Un hombre en casa bajo el papel de Franz Wasserman.
Hizo de DS George Carter en The Sweeney y protagonizó Minder, así como también cantó la canción oficial de la serie, "I Could Be So Good for You", que estuvo entre los tres primeros puestos en las listas de Reino Unido en 1980 y en el top diez en Australia. Fue escrito por la que en aquel entonces era su mujer, Patricia Waterman junto a Gerard Kenny. Waterman también grabó una canción con George Cole: "What Are We Gonna Get For 'Er Indoors?"
En 1976 lanzó su primer álbum, Downwind of Angels, producido por Brian Bennett. Un sencillo, "I Will Glide", fue lanzado, pero no consiguió entrar en el top 40.
En 1978 hizo de Sackett en la comedia Saratoga.

### Década de 1980
Protagonizó la película The World Cup: A Captain's Tale (1982). Interpretaba a Bob Jones, el capitán de un equipo de fútbol.
En 1982, protagonizó el musical Windy City. El reparto incluía a Anton Rodgers, Diane Langton, Victor Spinetti y Amanda Redman, con la que tuvo un romance por dieciocho meses y con la que volvería compartir el set de rodaje en New Tricks. Windy City cerró el 26 de febrero de 1983 después de 250 actuaciones. Waterman se llevó el papel principal en la adaptación a la pantalla y ganadora de un Premio BAFTA, The Life and Loves of a She-Devil (1986).
En 1983, narró un documental de ocho partes de la BBC titulado The Way of the Warrior.
En una película australiana, The First Kangaroos (1988), su interpretación del villano Albert Goldthorpe hizo que le llegaran quejas por parte de la nieta de Goldthorpe.
En 1988 prestó su voz a Toaster en la serie animada Tube Mice también protagonizada por George Cole.

### Década de 1990
Cantó las canciones temáticas de otros tres programas en los que apareció: la comedia Stay Lucky junto a Jan Francis (Yorkshire Television/ITV 1989), On the Up (BBC 1990) y New Tricks (Wall to Wall television para BBC, 2003). En 1997 hizo de John Danson en la temporada 3 de The Knock.

### Década de 2000
Formó parte del reparto de todas las temporadas de New Tricks, desde 2003 a 2014. Tras expresar su intención de abandonar el proyecto (2015), solo apareció en los dos primeros episodios de la nueva temporada. Apareció en Churchill's Bodyguard. Se subió al escenario para la obra Jeffrey Bernard is Unwell de Keith Waterhouse e hizo de Alfred P. Doolittle en My Fair Lady. Narró la serie de telerrealidad Bad Lads' Army y apareció en la miniserie Moses Jones.

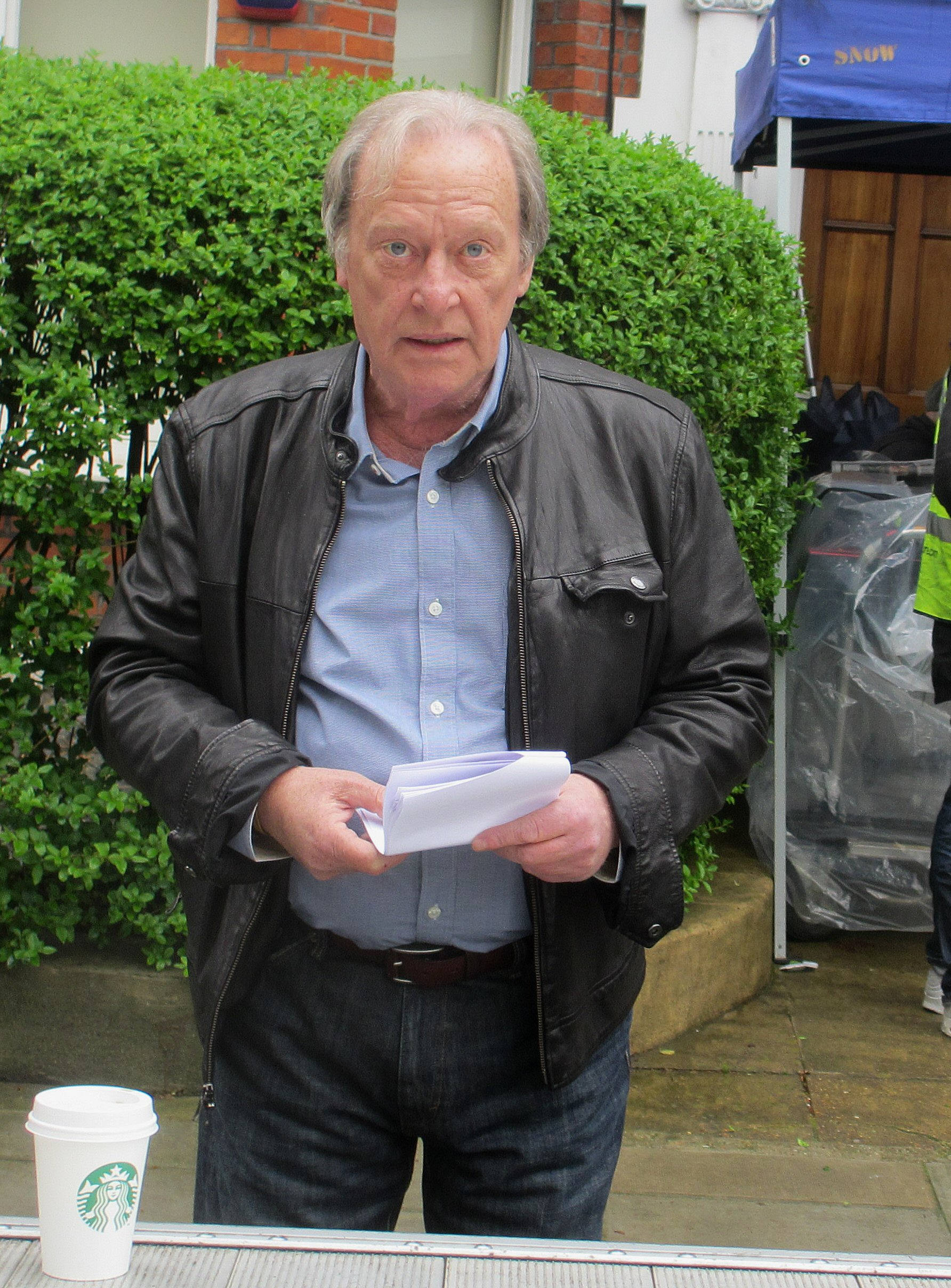
Waterman grabando New Tricks en Battersea, Londres 2012

## Vida personal
Estuvo casado cuatro veces:
- Penny Dixon (1967–1976)
- Patricia Maynard (1977–1987), una actriz con la que tiene dos hijas, una de ellas, Hannah Waterman, también es actriz. Hannah es conocida por su papel de Laura Beale en la telenovela EastEnders, y por aparecer en New Tricks como la hija del personaje de Dennis.
- Rula Lenska (1987–1998)
- Pam Flint (2011–presente)

Su matrimonio con Lenska terminó por su actitud violenta contra ella. En marzo de 2012 causó controversia por un comentario sobre el asunto: «No es difícil para un hombre el que golpee a su mujer. Desde luego que no era una mujer abusada, era golpeada y eso es diferente». La entrevista fue estrenada en el programa Piers Morgan's Life Stories en ITV en mayo de 2012.
Le fue prohibido conducir por tres años en enero de 1991, después de ir alcoholizado por segunda vez en cuatro años.
Fue fan del Chelsea.

## Caricatura deLittle Britain
Fue representado mediante una caricatura en la serie de comedia Little Britain, en la cual visita a su agente, Matt Lucas, buscando posibles papeles.

## Libros
- 2000: Waterman, Dennis; y Jill Arlon. - ReMinder. - Londres: Hutchinson. - ISBN 978-0-09-180108-3.

## Filmografía
- Night Train for Inverness (1960) - Ted Lewis
- Ali and the Camel (1960) - (voz)
- Snowball (1960) - Mickey Donovan
- Crooks Anonymous (1962) - Chico en el parque
- The Pirates of Blood River (1962) - Timothy Blackthorne
- Go Kart Go (1964) - Jimpy
- Up the Junction (1968) - Pete
- Oh! What a Lovely War (1969)
- The Smashing Bird I Used to Know (1969) - Peter
- Wedding Night (1970) - Joe O'Reilly - Novio
- Mi hijo, mi amor (1970) - James Anderson
- A Promise of Bed (aka A Promise of Bed) (1970) - Fotógrafo
- Las cicatrices de Drácula (1970) - Simon Carlson
- Fright (1971) - Chris
- Man in the Wilderness (1971) - Lowrie
- Alicia en el país de las maravillas (1972) - 2 de espadas
- The Belstone Fox (1973) - Stephen Durno
- "Regan" (1973) - Det. Sgt. George Carter
- Sweeney! (1977) - Det. Sgt. George Carter
- Sweeney 2 (1978) - Det. Sgt. George Carter
- A Captain's Tale (1982)
- Minder on the Orient Express (1985)
- The Life and Loves of a She-Devil (1986) - Bobbo
- The First Kangaroos (1988) - Albert Goldthorpe
- Cold Justice (1989) - Father Jim
- Vol-au-vent (1996) - Pete / Kevin
- Arthur's Dyke (2001) - Derek Doubleday
- Back in Business (2007) - Jarvis
- Run for Your Wife (2012, Cameo)
- A Star Is Born (2018) - Jackson

## Discografía

### Álbumes
| Año  | Título              | Discografía | Cat. No.  |
| ---- | ------------------- | ----------- | --------- |
| 1976 | Down Wind Of Angels | DJM         | DJF 20483 |
| 1977 | Waterman            | DJM         | DJF 20513 |
| 1980 | So Good For You     | EMI         | EMC 3349  |

### Sencillos
| Fecha               | A-Side                             | B-Side                                  | Discografía | Cat. No.  |
| ------------------- | ---------------------------------- | --------------------------------------- | ----------- | --------- |
| 12 Mar 1976         | For Their Pleasure                 | You're A Part Of Me                     | DJM         | DJS 646   |
| 8 Oct 1976          | I Will Glide                       | Snakes And Ladders                      | DJM         | DJS 10715 |
| 21 de enero de 1977 | Hooray For Curly Woolf             | Don't Say No                            | DJM         | DJS 10740 |
| Sep 1977            | It Ain't Easy                      | Rock 'N' Roll Sunshine Lady             | DJM         | DJS 10801 |
| Agosto de 1979      | Love's Left Me Bleeding            | Nothing At All                          | EMI         | EMI 2989  |
| Oct 1980            | I Could Be So Good For You         | Nothing At All                          | EMI         | EMI 5009  |
| Jun 1980            | Holding On To Love                 | Gone Wrong Song                         | EMI         | EMI 5079  |
| Enero de 1981       | Wasn't Love Strong Enough          | Gone Wrong Song                         | EMI         | EMI 5129  |
| Mayo de 1981        | Come Away With Me                  | If Only                                 | EMI         | EMI 5187  |
| Mar 1982            | We Don't Make Love On Sundays      | Indian Silk                             | C&D         | CD 1      |
| Jul 1982            | Shake The City                     | Wait Till I Get You On Your Own Tonight | EMI         | EMI 5322  |
| Diciembre de 1983   | What Are We Gonna Get 'Er Indoors? | Quids And Quavers                       | EMI         | MIN 101   |